# Rákóczi Stadion
A Rákóczi Stadion Kaposvár legnagyobb labdarúgópályája, 7100 néző befogadására képes. Hazai klubja a Kaposvári Rákóczi.

## Története
A Kaposvári Rákóczi 1923-as megalakulása után két éven belül átadták a mostani stadion cukorgyár által rendelkezésre bocsátott helyén található első pályát. Az avatóünnepségen iskolás gyerekek tornagyakorlatokat mutattak be, százterítékes bankettet rendeztek, az ünnepélyes labdarúgó-mérkőzésen pedig a cukorgyár igazgatója, Kladnigg Alajos végezte el a kezdőrúgást.
Amikor 1975-ben az együttes első alkalommal jutott fel az első osztályba, a stadiont is átépítették. Az első mérkőzés alkalmával, amelyen a hazaiak 2–0-s győzelmet arattak a budapesti Vasas felett, a leírások szerint 22 000 néző zsúfolódott be a lelátókra. 1985 júniusában ebben a stadionban rendezték meg a 21. Nyári Úttörőolimpiát, majd 2002-től 2004-ig jelentős felújítás következett, amelynek során új főépület is épült Pápai József tervei alapján, valamint új világítást, parkolókat és hangosítási rendszert építettek ki, a nézőtér 4500 ülőhelye közül pedig 1600-at fedetté alakítottak. 2007. december 8-án a stadion bejáratánál emléktáblát avattak a Rákóczi egykori vezetői, edzői és válogatott játékosai emlékére.

## Leírása
A város legnagyobb stadionja, 4500 ülő- és 1600 állóhely található benne. A főépület a keleti, a fedett lelátók a nyugati oldalon találhatók, az eredményjelző a déli oldalon, a vendégszektor pedig az északin. A stadionrekonstrukciós program keretében minden ülőhely fölé tető kerül a jövőben, valamint a mostani állóhelyekre székeket szerelnek majd fel. Ezen kívül a klubépület helyiségei is megújulhatnak.